# Eleições legislativas de 2019 em Viana do Castelo

## Resultados Oficiais
| Partido                 | Partido                              | Votos  | %               | +/-   |
| ----------------------- | ------------------------------------ | ------ | --------------- | ----- |
|                         | Partido Socialista                   | 15 890 | 34,66 / 100,00  | 4,16  |
|                         | Partido Social Democrata             | 13 176 | 28,74 / 100,00  | -     |
|                         | Bloco de Esquerda                    | 5 329  | 11,62 / 100,00  | 0,57  |
|                         | CDU - Coligação Democrática Unitária | 2 849  | 6,21 / 100,00   | 1,97  |
|                         | CDS – Partido Popular                | 1 800  | 3,93 / 100,00   | -     |
|                         | Pessoas–Animais–Natureza             | 1 363  | 2,97 / 100,00   | 1,81  |
|                         | Outros (com menos de 1,00%)          | 3 136  | 6,85 / 100,00   |       |
| Votos Inválidos         | Votos Inválidos                      | 2 302  | 5,02 / 100,00   | 0,55  |
| Total                   | Total                                | 45 845 | 100,00 / 100,00 |       |
| Eleitorado/Participação | Eleitorado/Participação              | 83 792 | 54,71 / 100,00  | 0,26  |
| Fonte                   | Fonte                                | [ 1 ]  | [ 1 ]           | [ 1 ] |

## Resultados por Freguesia
Os resultados seguintes referem-se aos partidos que obtiveram mais de 1,00% dos votos:
| Freguesia                                | %     | %     | %     | %     | %    | %    | Votantes |
| Freguesia                                | PS    | PSD   | BE    | CDU   | CDS  | PAN  | Votantes |
| ---------------------------------------- | ----- | ----- | ----- | ----- | ---- | ---- | -------- |
| Afife                                    | 31,76 | 28,77 | 11,85 | 9,67  | 4,03 | 2,99 | 869      |
| Alvarães                                 | 35,22 | 35,87 | 6,48  | 2,35  | 6,40 | 2,43 | 1 235    |
| Amonde                                   | 39,29 | 29,76 | 7,14  | 7,74  | 3,57 | 1,19 | 168      |
| Anha                                     | 37,56 | 33,73 | 8,56  | 1,92  | 3,54 | 2,58 | 1 355    |
| Areosa                                   | 35,34 | 22,55 | 16,20 | 8,68  | 2,24 | 3,28 | 2 408    |
| Barroselas e Carvoeiro                   | 34,17 | 35,33 | 8,35  | 2,94  | 3,75 | 2,94 | 2 587    |
| Cardielos e Serreleis                    | 35,64 | 33,85 | 9,23  | 3,13  | 3,65 | 1,79 | 1 344    |
| Carreço                                  | 29,79 | 28,10 | 17,68 | 6,85  | 4,17 | 2,68 | 1 007    |
| Castelo do Neiva                         | 29,87 | 34,24 | 8,20  | 3,16  | 7,22 | 3,39 | 1 329    |
| Chafé                                    | 36,18 | 25,68 | 9,89  | 4,53  | 5,06 | 3,93 | 1 324    |
| Darque                                   | 34,91 | 22,99 | 11,68 | 11,74 | 2,93 | 3,68 | 3 449    |
| Freixieiro de Soutelo                    | 31,11 | 32,96 | 12,22 | 4,44  | 4,81 | 2,96 | 270      |
| Geraz do Lima e Deão                     | 36,10 | 36,61 | 6,16  | 1,53  | 6,67 | 1,47 | 1 770    |
| Lanheses                                 | 31,64 | 41,79 | 9,09  | 1,77  | 4,72 | 1,53 | 847      |
| Mazarefes e Vila Fria                    | 42,97 | 25,54 | 9,24  | 6,02  | 3,01 | 2,80 | 1 429    |
| Montaria                                 | 29,14 | 43,17 | 7,19  | 2,88  | 5,04 | 1,44 | 278      |
| Mujães                                   | 32,33 | 31,55 | 11,47 | 1,96  | 9,39 | 2,87 | 767      |
| Nogueira, Meixedo e Vilar de Murteda     | 37,96 | 35,26 | 8,23  | 2,21  | 4,67 | 1,60 | 814      |
| Outeiro                                  | 36,02 | 32,29 | 9,27  | 1,79  | 2,69 | 2,09 | 669      |
| Perre                                    | 35,36 | 23,38 | 13,21 | 7,31  | 4,09 | 3,10 | 1 711    |
| Santa Maria Maior e Monserrate e Meadela | 33,23 | 24,09 | 15,24 | 9,26  | 2,95 | 3,53 | 13 375   |
| Santa Marta de Portuzelo                 | 37,21 | 30,87 | 10,53 | 4,81  | 2,62 | 2,19 | 2 099    |
| São Romão de Neiva                       | 36,72 | 32,43 | 10,02 | 1,43  | 5,09 | 2,86 | 629      |
| Subportela, Deocriste e Portela Susã     | 33,59 | 37,89 | 7,76  | 2,31  | 4,92 | 2,46 | 1 301    |
| Torre e Vila Mou                         | 23,52 | 40,06 | 7,89  | 2,88  | 8,35 | 3,19 | 659      |
| Vila de Punhe                            | 43,41 | 27,32 | 8,62  | 3,25  | 4,96 | 2,68 | 1 230    |
| Vila Franca                              | 36,77 | 33,08 | 7,70  | 4,12  | 4,23 | 2,71 | 922      |
| Viana do Castelo                         | 34,66 | 28,74 | 11,62 | 6,21  | 3,93 | 2,97 | 45 845   |

#### Afife
| Partido                 | Partido                                         | Votos | %               | +/-  |
| ----------------------- | ----------------------------------------------- | ----- | --------------- | ---- |
|                         | Partido Socialista                              | 276   | 31,76 / 100,00  | 2,17 |
|                         | Partido Social Democrata                        | 250   | 28,77 / 100,00  | -    |
|                         | Bloco de Esquerda                               | 103   | 11,85 / 100,00  | 2,68 |
|                         | CDU - Coligação Democrática Unitária            | 84    | 9,67 / 100,00   | 3,43 |
|                         | CDS – Partido Popular                           | 35    | 4,03 / 100,00   | -    |
|                         | Pessoas–Animais–Natureza                        | 26    | 2,99 / 100,00   | 1,79 |
|                         | LIVRE                                           | 11    | 1,27 / 100,00   | 0,83 |
|                         | CHEGA                                           | 9     | 1,04 / 100,00   | Novo |
|                         | Partido Comunista dos Trabalhadores Portugueses | 9     | 1,04 / 100,00   | 0,27 |
|                         | Outros (com menos de 1,00%)                     | 35    | 4,03 / 100,00   |      |
| Votos Inválidos         | Votos Inválidos                                 | 31    | 3,57 / 100,00   | 0,03 |
| Total                   | Total                                           | 869   | 100,00 / 100,00 |      |
| Eleitorado/Participação | Eleitorado/Participação                         | 1 447 | 60,06 / 100,00  | 1,79 |

#### Alvarães
| Partido                 | Partido                              | Votos | %               | +/-   |
| ----------------------- | ------------------------------------ | ----- | --------------- | ----- |
|                         | Partido Social Democrata             | 443   | 35,87 / 100,00  | -     |
|                         | Partido Socialista                   | 435   | 35,22 / 100,00  | 11,12 |
|                         | Bloco de Esquerda                    | 80    | 6,48 / 100,00   | 1,79  |
|                         | CDS – Partido Popular                | 79    | 6,40 / 100,00   | -     |
|                         | Pessoas–Animais–Natureza             | 30    | 2,43 / 100,00   | 1,65  |
|                         | CDU - Coligação Democrática Unitária | 29    | 2,35 / 100,00   | 1,39  |
|                         | Reagir Incluir Reciclar              | 14    | 1,13 / 100,00   | Novo  |
|                         | Outros (com menos de 1,00%)          | 66    | 5,35 / 100,00   |       |
| Votos Inválidos         | Votos Inválidos                      | 59    | 4,78 / 100,00   | 0,21  |
| Total                   | Total                                | 1 235 | 100,00 / 100,00 |       |
| Eleitorado/Participação | Eleitorado/Participação              | 2 672 | 46,22 / 100,00  | 1,69  |

#### Amonde
| Partido                 | Partido                              | Votos | %               | +/-  |
| ----------------------- | ------------------------------------ | ----- | --------------- | ---- |
|                         | Partido Socialista                   | 66    | 39,29 / 100,00  | 9,35 |
|                         | Partido Social Democrata             | 50    | 29,76 / 100,00  | -    |
|                         | CDU - Coligação Democrática Unitária | 13    | 7,74 / 100,00   | 0,54 |
|                         | Bloco de Esquerda                    | 12    | 7,14 / 100,00   | 3,05 |
|                         | CDS – Partido Popular                | 6     | 3,57 / 100,00   | -    |
|                         | CHEGA                                | 4     | 2,38 / 100,00   | Novo |
|                         | Pessoas–Animais–Natureza             | 2     | 1,19 / 100,00   | 1,19 |
|                         | LIVRE                                | 2     | 1,19 / 100,00   | 1,19 |
|                         | Aliança                              | 2     | 1,19 / 100,00   | Novo |
|                         | Outros (com menos de 1,00%)          | 4     | 2,40 / 100,00   |      |
| Votos Inválidos         | Votos Inválidos                      | 7     | 4,17 / 100,00   | 4,11 |
| Total                   | Total                                | 168   | 100,00 / 100,00 |      |
| Eleitorado/Participação | Eleitorado/Participação              | 272   | 61,76 / 100,00  | 9,25 |

#### Anha
| Partido                 | Partido                              | Votos | %               | +/-   |
| ----------------------- | ------------------------------------ | ----- | --------------- | ----- |
|                         | Partido Socialista                   | 509   | 37,56 / 100,00  | 10,38 |
|                         | Partido Social Democrata             | 457   | 33,73 / 100,00  | -     |
|                         | Bloco de Esquerda                    | 116   | 8,56 / 100,00   | 1,57  |
|                         | CDS – Partido Popular                | 48    | 3,54 / 100,00   | -     |
|                         | Pessoas–Animais–Natureza             | 35    | 2,58 / 100,00   | 1,37  |
|                         | CDU - Coligação Democrática Unitária | 26    | 1,92 / 100,00   | 2,07  |
|                         | Outros (com menos de 1,00%)          | 80    | 5,91 / 100,00   |       |
| Votos Inválidos         | Votos Inválidos                      | 84    | 6,20 / 100,00   | 0,15  |
| Total                   | Total                                | 1 355 | 100,00 / 100,00 |       |
| Eleitorado/Participação | Eleitorado/Participação              | 2 289 | 59,20 / 100,00  | 0,54  |

#### Areosa
| Partido                 | Partido                              | Votos | %               | +/-  |
| ----------------------- | ------------------------------------ | ----- | --------------- | ---- |
|                         | Partido Socialista                   | 851   | 35,34 / 100,00  | 0,36 |
|                         | Partido Social Democrata             | 543   | 22,55 / 100,00  | -    |
|                         | Bloco de Esquerda                    | 390   | 16,20 / 100,00  | 0,74 |
|                         | CDU - Coligação Democrática Unitária | 209   | 8,68 / 100,00   | 1,89 |
|                         | Pessoas–Animais–Natureza             | 79    | 3,28 / 100,00   | 2,13 |
|                         | CDS – Partido Popular                | 54    | 2,24 / 100,00   | -    |
|                         | Juntos pelo Povo                     | 40    | 1,66 / 100,00   | 1,38 |
|                         | Aliança                              | 27    | 1,12 / 100,00   | Novo |
|                         | Outros (com menos de 1,00%)          | 99    | 4,11 / 100,00   |      |
| Votos Inválidos         | Votos Inválidos                      | 116   | 4,82 / 100,00   | 0,37 |
| Total                   | Total                                | 2 408 | 100,00 / 100,00 |      |
| Eleitorado/Participação | Eleitorado/Participação              | 4 343 | 55,45 / 100,00  | 1,08 |

#### Barroselas e Carvoeiro
| Partido                 | Partido                              | Votos | %               | +/-  |
| ----------------------- | ------------------------------------ | ----- | --------------- | ---- |
|                         | Partido Social Democrata             | 914   | 35,33 / 100,00  | -    |
|                         | Partido Socialista                   | 884   | 34,17 / 100,00  | 7,48 |
|                         | Bloco de Esquerda                    | 216   | 8,35 / 100,00   | 0,19 |
|                         | CDS – Partido Popular                | 97    | 3,75 / 100,00   | -    |
|                         | CDU - Coligação Democrática Unitária | 76    | 2,94 / 100,00   | 0,84 |
|                         | Pessoas–Animais–Natureza             | 76    | 2,94 / 100,00   | 1,39 |
|                         | Reagir Incluir Reciclar              | 28    | 1,08 / 100,00   | Novo |
|                         | CHEGA                                | 26    | 1,01 / 100,00   | Novo |
|                         | Iniciativa Liberal                   | 26    | 1,01 / 100,00   | Novo |
|                         | Outros (com menos de 1,00%)          | 99    | 3,83 / 100,00   |      |
| Votos Inválidos         | Votos Inválidos                      | 145   | 5,60 / 100,00   | 0,49 |
| Total                   | Total                                | 2 587 | 100,00 / 100,00 |      |
| Eleitorado/Participação | Eleitorado/Participação              | 4 739 | 54,59 / 100,00  | 0,36 |

#### Cardielos e Serreleis
| Partido                 | Partido                              | Votos | %               | +/-  |
| ----------------------- | ------------------------------------ | ----- | --------------- | ---- |
|                         | Partido Socialista                   | 479   | 35,64 / 100,00  | 3,70 |
|                         | Partido Social Democrata             | 455   | 33,85 / 100,00  | -    |
|                         | Bloco de Esquerda                    | 124   | 9,23 / 100,00   | 1,67 |
|                         | CDS – Partido Popular                | 49    | 3,65 / 100,00   | -    |
|                         | CDU - Coligação Democrática Unitária | 42    | 3,13 / 100,00   | 2,01 |
|                         | Reagir Incluir Reciclar              | 28    | 2,08 / 100,00   | Novo |
|                         | Pessoas–Animais–Natureza             | 24    | 1,79 / 100,00   | 0,91 |
|                         | CHEGA                                | 14    | 1,04 / 100,00   | Novo |
|                         | Outros (com menos de 1,00%)          | 54    | 4,02 / 100,00   |      |
| Votos Inválidos         | Votos Inválidos                      | 75    | 5,58 / 100,00   | 0,96 |
| Total                   | Total                                | 1 344 | 100,00 / 100,00 |      |
| Eleitorado/Participação | Eleitorado/Participação              | 2 068 | 64,99 / 100,00  | 0,38 |

#### Carreço
| Partido                 | Partido                              | Votos | %               | +/-  |
| ----------------------- | ------------------------------------ | ----- | --------------- | ---- |
|                         | Partido Socialista                   | 300   | 29,79 / 100,00  | 0,90 |
|                         | Partido Social Democrata             | 283   | 28,10 / 100,00  | -    |
|                         | Bloco de Esquerda                    | 178   | 17,68 / 100,00  | 1,99 |
|                         | CDU - Coligação Democrática Unitária | 69    | 6,85 / 100,00   | 1,58 |
|                         | CDS – Partido Popular                | 42    | 4,17 / 100,00   | -    |
|                         | Pessoas–Animais–Natureza             | 27    | 2,68 / 100,00   | 1,21 |
|                         | Outros (com menos de 1,00%)          | 68    | 6,75 / 100,00   |      |
| Votos Inválidos         | Votos Inválidos                      | 40    | 3,97 / 100,00   | 0,14 |
| Total                   | Total                                | 1 007 | 100,00 / 100,00 |      |
| Eleitorado/Participação | Eleitorado/Participação              | 1 666 | 60,44 / 100,00  | 0,97 |

#### Castelo do Neiva
| Partido                 | Partido                                         | Votos | %               | +/-  |
| ----------------------- | ----------------------------------------------- | ----- | --------------- | ---- |
|                         | Partido Social Democrata                        | 455   | 34,24 / 100,00  | -    |
|                         | Partido Socialista                              | 397   | 29,87 / 100,00  | 6,07 |
|                         | Bloco de Esquerda                               | 109   | 8,20 / 100,00   | 1,16 |
|                         | CDS – Partido Popular                           | 96    | 7,22 / 100,00   | -    |
|                         | Pessoas–Animais–Natureza                        | 45    | 3,39 / 100,00   | 2,28 |
|                         | CDU - Coligação Democrática Unitária            | 42    | 3,16 / 100,00   | 0,77 |
|                         | Reagir Incluir Reciclar                         | 17    | 1,28 / 100,00   | Novo |
|                         | Partido Comunista dos Trabalhadores Portugueses | 16    | 1,20 / 100,00   | 0,13 |
|                         | Outros (com menos de 1,00%)                     | 80    | 6,02 / 100,00   |      |
| Votos Inválidos         | Votos Inválidos                                 | 71    | 5,34 / 100,00   | 0,08 |
| Total                   | Total                                           | 1 329 | 100,00 / 100,00 |      |
| Eleitorado/Participação | Eleitorado/Participação                         | 3 178 | 41,82 / 100,00  | 2,05 |

#### Chafé
| Partido                 | Partido                              | Votos | %               | +/-  |
| ----------------------- | ------------------------------------ | ----- | --------------- | ---- |
|                         | Partido Socialista                   | 479   | 36,18 / 100,00  | 9,23 |
|                         | Partido Social Democrata             | 340   | 25,68 / 100,00  | -    |
|                         | Bloco de Esquerda                    | 131   | 9,89 / 100,00   | 0,47 |
|                         | CDS – Partido Popular                | 67    | 5,06 / 100,00   | -    |
|                         | CDU - Coligação Democrática Unitária | 60    | 4,53 / 100,00   | 2,38 |
|                         | Pessoas–Animais–Natureza             | 52    | 3,93 / 100,00   | 1,98 |
|                         | Reagir Incluir Reciclar              | 20    | 1,51 / 100,00   | Novo |
|                         | Outros (com menos de 1,00%)          | 80    | 6,05 / 100,00   |      |
| Votos Inválidos         | Votos Inválidos                      | 95    | 7,18 / 100,00   | 1,92 |
| Total                   | Total                                | 1 324 | 100,00 / 100,00 |      |
| Eleitorado/Participação | Eleitorado/Participação              | 3 192 | 41,48 / 100,00  | 0,95 |

#### Darque
| Partido                 | Partido                              | Votos | %               | +/-  |
| ----------------------- | ------------------------------------ | ----- | --------------- | ---- |
|                         | Partido Socialista                   | 1 204 | 34,91 / 100,00  | 3,41 |
|                         | Partido Social Democrata             | 793   | 22,99 / 100,00  | -    |
|                         | CDU - Coligação Democrática Unitária | 405   | 11,74 / 100,00  | 1,76 |
|                         | Bloco de Esquerda                    | 403   | 11,68 / 100,00  | 0,23 |
|                         | Pessoas–Animais–Natureza             | 127   | 3,68 / 100,00   | 2,23 |
|                         | CDS – Partido Popular                | 101   | 2,93 / 100,00   | -    |
|                         | Juntos pelo Povo                     | 44    | 1,28 / 100,00   | 1,05 |
|                         | CHEGA                                | 35    | 1,01 / 100,00   | Novo |
|                         | Outros (com menos de 1,00%)          | 165   | 4,79 / 100,00   |      |
| Votos Inválidos         | Votos Inválidos                      | 172   | 4,99 / 100,00   | 1,54 |
| Total                   | Total                                | 3 449 | 100,00 / 100,00 |      |
| Eleitorado/Participação | Eleitorado/Participação              | 7 346 | 46,95 / 100,00  | 0,29 |

#### Freixieiro de Soutelo
| Partido                 | Partido                                         | Votos | %               | +/-  |
| ----------------------- | ----------------------------------------------- | ----- | --------------- | ---- |
|                         | Partido Social Democrata                        | 89    | 32,96 / 100,00  | -    |
|                         | Partido Socialista                              | 84    | 31,11 / 100,00  | 5,47 |
|                         | Bloco de Esquerda                               | 33    | 12,22 / 100,00  | 0,97 |
|                         | CDS – Partido Popular                           | 13    | 4,81 / 100,00   | -    |
|                         | CDU - Coligação Democrática Unitária            | 12    | 4,44 / 100,00   | 1,05 |
|                         | Pessoas–Animais–Natureza                        | 8     | 2,96 / 100,00   | 2,59 |
|                         | Partido Nacional Renovador                      | 5     | 1,85 / 100,00   | 1,48 |
|                         | LIVRE                                           | 3     | 1,11 / 100,00   | 1,11 |
|                         | Reagir Incluir Reciclar                         | 3     | 1,11 / 100,00   | Novo |
|                         | Partido Comunista dos Trabalhadores Portugueses | 3     | 1,11 / 100,00   | 0,01 |
|                         | Partido da Terra                                | 3     | 1,11 / 100,00   | 0,38 |
|                         | Outros (com menos de 1,00%)                     | 6     | 3,22 / 100,00   |      |
| Votos Inválidos         | Votos Inválidos                                 | 8     | 3,96 / 100,00   | 0,30 |
| Total                   | Total                                           | 270   | 100,00 / 100,00 |      |
| Eleitorado/Participação | Eleitorado/Participação                         | 462   | 58,44 / 100,00  | 0,91 |

#### Geraz do Lima e Deão
| Partido                 | Partido                              | Votos | %               | +/-   |
| ----------------------- | ------------------------------------ | ----- | --------------- | ----- |
|                         | Partido Social Democrata             | 648   | 36,61 / 100,00  | -     |
|                         | Partido Socialista                   | 639   | 36,10 / 100,00  | 11,23 |
|                         | CDS – Partido Popular                | 118   | 6,67 / 100,00   | -     |
|                         | Bloco de Esquerda                    | 109   | 6,16 / 100,00   | 0,46  |
|                         | CDU - Coligação Democrática Unitária | 27    | 1,53 / 100,00   | 1,19  |
|                         | Pessoas–Animais–Natureza             | 26    | 1,47 / 100,00   | 0,88  |
|                         | Reagir Incluir Reciclar              | 19    | 1,07 / 100,00   | Novo  |
|                         | CHEGA                                | 18    | 1,02 / 100,00   | Novo  |
|                         | Outros (com menos de 1,00%)          | 70    | 3,92 / 100,00   |       |
| Votos Inválidos         | Votos Inválidos                      | 96    | 5,42 / 100,00   | 0,12  |
| Total                   | Total                                | 1 770 | 100,00 / 100,00 |       |
| Eleitorado/Participação | Eleitorado/Participação              | 3 343 | 52,95 / 100,00  | 0,46  |

#### Lanheses
| Partido                 | Partido                              | Votos | %               | +/-  |
| ----------------------- | ------------------------------------ | ----- | --------------- | ---- |
|                         | Partido Social Democrata             | 354   | 41,79 / 100,00  | -    |
|                         | Partido Socialista                   | 268   | 31,64 / 100,00  | 5,09 |
|                         | Bloco de Esquerda                    | 77    | 9,09 / 100,00   | 0,52 |
|                         | CDS – Partido Popular                | 40    | 4,72 / 100,00   | -    |
|                         | CDU - Coligação Democrática Unitária | 15    | 1,77 / 100,00   | 1,33 |
|                         | Pessoas–Animais–Natureza             | 13    | 1,53 / 100,00   | 0,25 |
|                         | Outros (com menos de 1,00%)          | 52    | 6,14 / 100,00   |      |
| Votos Inválidos         | Votos Inválidos                      | 28    | 3,31 / 100,00   | 1,08 |
| Total                   | Total                                | 847   | 100,00 / 100,00 |      |
| Eleitorado/Participação | Eleitorado/Participação              | 1 569 | 53,98 / 100,00  | 1,35 |

#### Mazarefes e Vila Fria
| Partido                 | Partido                              | Votos | %               | +/-   |
| ----------------------- | ------------------------------------ | ----- | --------------- | ----- |
|                         | Partido Socialista                   | 614   | 42,97 / 100,00  | 10,97 |
|                         | Partido Social Democrata             | 365   | 25,54 / 100,00  | -     |
|                         | Bloco de Esquerda                    | 132   | 9,24 / 100,00   | 1,91  |
|                         | CDU - Coligação Democrática Unitária | 86    | 6,02 / 100,00   | 2,44  |
|                         | CDS – Partido Popular                | 43    | 3,01 / 100,00   | -     |
|                         | Pessoas–Animais–Natureza             | 40    | 2,80 / 100,00   | 1,75  |
|                         | Reagir Incluir Reciclar              | 19    | 1,33 / 100,00   | Novo  |
|                         | Outros (com menos de 1,00%)          | 65    | 4,55 / 100,00   |       |
| Votos Inválidos         | Votos Inválidos                      | 65    | 4,55 / 100,00   | 0,11  |
| Total                   | Total                                | 1 429 | 100,00 / 100,00 |       |
| Eleitorado/Participação | Eleitorado/Participação              | 2 595 | 55,07 / 100,00  | 0,14  |

#### Montaria
| Partido                 | Partido                              | Votos | %               | +/-  |
| ----------------------- | ------------------------------------ | ----- | --------------- | ---- |
|                         | Partido Social Democrata             | 120   | 43,17 / 100,00  | -    |
|                         | Partido Socialista                   | 81    | 29,14 / 100,00  | 1,84 |
|                         | Bloco de Esquerda                    | 20    | 7,19 / 100,00   | 1,71 |
|                         | CDS – Partido Popular                | 14    | 5,04 / 100,00   | -    |
|                         | CDU - Coligação Democrática Unitária | 8     | 2,88 / 100,00   | 0,49 |
|                         | Pessoas–Animais–Natureza             | 4     | 1,44 / 100,00   | 0,83 |
|                         | Reagir Incluir Reciclar              | 3     | 1,08 / 100,00   | Novo |
|                         | Outros (com menos de 1,00%)          | 12    | 4,32 / 100,00   |      |
| Votos Inválidos         | Votos Inválidos                      | 18    | 6,48 / 100,00   | 2,49 |
| Total                   | Total                                | 278   | 100,00 / 100,00 |      |
| Eleitorado/Participação | Eleitorado/Participação              | 544   | 51,10 / 100,00  | 1,74 |

#### Mujães
| Partido                 | Partido                              | Votos | %               | +/-  |
| ----------------------- | ------------------------------------ | ----- | --------------- | ---- |
|                         | Partido Socialista                   | 248   | 32,33 / 100,00  | 1,62 |
|                         | Partido Social Democrata             | 242   | 31,55 / 100,00  | -    |
|                         | Bloco de Esquerda                    | 88    | 11,47 / 100,00  | 1,27 |
|                         | CDS – Partido Popular                | 72    | 9,39 / 100,00   | -    |
|                         | Pessoas–Animais–Natureza             | 22    | 2,87 / 100,00   | 2,01 |
|                         | CDU - Coligação Democrática Unitária | 15    | 1,96 / 100,00   | 0,74 |
|                         | Reagir Incluir Reciclar              | 8     | 1,04 / 100,00   | Novo |
|                         | Outros (com menos de 1,00%)          | 33    | 4,30 / 100,00   |      |
| Votos Inválidos         | Votos Inválidos                      | 39    | 5,08 / 100,00   | 1,03 |
| Total                   | Total                                | 767   | 100,00 / 100,00 |      |
| Eleitorado/Participação | Eleitorado/Participação              | 1 513 | 50,69 / 100,00  | 2,03 |

#### Nogueira, Meixedo e Vilar de Murteda
| Partido                 | Partido                              | Votos | %               | +/-  |
| ----------------------- | ------------------------------------ | ----- | --------------- | ---- |
|                         | Partido Socialista                   | 309   | 37,96 / 100,00  | 6,93 |
|                         | Partido Social Democrata             | 287   | 35,26 / 100,00  | -    |
|                         | Bloco de Esquerda                    | 67    | 8,23 / 100,00   | 0,01 |
|                         | CDS – Partido Popular                | 38    | 4,67 / 100,00   | -    |
|                         | CDU - Coligação Democrática Unitária | 18    | 2,21 / 100,00   | 0,86 |
|                         | Pessoas–Animais–Natureza             | 13    | 1,60 / 100,00   | 0,61 |
|                         | Outros (com menos de 1,00%)          | 39    | 4,78 / 100,00   |      |
| Votos Inválidos         | Votos Inválidos                      | 43    | 5,28 / 100,00   | 2,21 |
| Total                   | Total                                | 814   | 100,00 / 100,00 |      |
| Eleitorado/Participação | Eleitorado/Participação              | 1 444 | 56,37 / 100,00  | 2,17 |

#### Outeiro
| Partido                 | Partido                              | Votos | %               | +/-   |
| ----------------------- | ------------------------------------ | ----- | --------------- | ----- |
|                         | Partido Socialista                   | 241   | 36,09 / 100,00  | 11,43 |
|                         | Partido Social Democrata             | 216   | 32,29 / 100,00  | -     |
|                         | Bloco de Esquerda                    | 62    | 9,27 / 100,00   | 1,83  |
|                         | CDS – Partido Popular                | 18    | 2,69 / 100,00   | -     |
|                         | Pessoas–Animais–Natureza             | 14    | 2,09 / 100,00   | 1,13  |
|                         | CDU - Coligação Democrática Unitária | 12    | 1,79 / 100,00   | 2,46  |
|                         | Outros (com menos de 1,00%)          | 43    | 6,43 / 100,00   |       |
| Votos Inválidos         | Votos Inválidos                      | 61    | 9,12 / 100,00   | 0,06  |
| Total                   | Total                                | 669   | 100,00 / 100,00 |       |
| Eleitorado/Participação | Eleitorado/Participação              | 1 105 | 60,54 / 100,00  | 1,33  |

#### Perre
| Partido                 | Partido                              | Votos | %               | +/-  |
| ----------------------- | ------------------------------------ | ----- | --------------- | ---- |
|                         | Partido Socialista                   | 605   | 35,36 / 100,00  | 6,70 |
|                         | Partido Social Democrata             | 400   | 23,38 / 100,00  | -    |
|                         | Bloco de Esquerda                    | 226   | 13,21 / 100,00  | 1,03 |
|                         | CDU - Coligação Democrática Unitária | 125   | 7,31 / 100,00   | 3,98 |
|                         | CDS – Partido Popular                | 70    | 4,09 / 100,00   | -    |
|                         | Pessoas–Animais–Natureza             | 53    | 3,10 / 100,00   | 2,06 |
|                         | Reagir Incluir Reciclar              | 20    | 1,17 / 100,00   | Novo |
|                         | Outros (com menos de 1,00%)          | 100   | 5,84 / 100,00   |      |
| Votos Inválidos         | Votos Inválidos                      | 112   | 6,54 / 100,00   | 1,04 |
| Total                   | Total                                | 1 711 | 100,00 / 100,00 |      |
| Eleitorado/Participação | Eleitorado/Participação              | 2 649 | 64,59 / 100,00  | 1,05 |

#### Santa Maria Maior e Monserrate e Meadela (Viana do Castelo)
| Partido                 | Partido                              | Votos  | %               | +/-  |
| ----------------------- | ------------------------------------ | ------ | --------------- | ---- |
|                         | Partido Socialista                   | 4 444  | 33,23 / 100,00  | 0,78 |
|                         | Partido Social Democrata             | 3 222  | 24,09 / 100,00  | -    |
|                         | Bloco de Esquerda                    | 2 039  | 15,24 / 100,00  | 1,72 |
|                         | CDU - Coligação Democrática Unitária | 1 239  | 9,26 / 100,00   | 2,79 |
|                         | Pessoas–Animais–Natureza             | 472    | 3,53 / 100,00   | 2,23 |
|                         | CDS – Partido Popular                | 394    | 2,95 / 100,00   | -    |
|                         | Juntos pelo Povo                     | 164    | 1,23 / 100,00   | 1,09 |
|                         | Aliança                              | 134    | 1,00 / 100,00   | Novo |
|                         | Outros (com menos de 1,00%)          | 1 579  | 5,09 / 100,00   |      |
| Votos Inválidos         | Votos Inválidos                      | 588    | 4,39 / 100,00   | 0,47 |
| Total                   | Total                                | 13 375 | 100,00 / 100,00 |      |
| Eleitorado/Participação | Eleitorado/Participação              | 23 136 | 57,81 / 100,00  | 1,61 |

#### Santa Marta de Portuzelo
| Partido                 | Partido                              | Votos | %               | +/-  |
| ----------------------- | ------------------------------------ | ----- | --------------- | ---- |
|                         | Partido Socialista                   | 781   | 37,21 / 100,00  | 2,38 |
|                         | Partido Social Democrata             | 648   | 30,87 / 100,00  | -    |
|                         | Bloco de Esquerda                    | 221   | 10,53 / 100,00  | 1,00 |
|                         | CDU - Coligação Democrática Unitária | 101   | 4,81 / 100,00   | 2,34 |
|                         | CDS – Partido Popular                | 55    | 2,62 / 100,00   | -    |
|                         | Pessoas–Animais–Natureza             | 46    | 2,19 / 100,00   | 1,62 |
|                         | Juntos pelo Povo                     | 22    | 1,05 / 100,00   | 0,95 |
|                         | Outros (com menos de 1,00%)          | 111   | 5,29 / 100,00   |      |
| Votos Inválidos         | Votos Inválidos                      | 114   | 5,43 / 100,00   | 1,24 |
| Total                   | Total                                | 2 099 | 100,00 / 100,00 |      |
| Eleitorado/Participação | Eleitorado/Participação              | 3 563 | 58,91 / 100,00  | 1,21 |

#### São Romão de Neiva
| Partido                 | Partido                              | Votos | %               | +/-   |
| ----------------------- | ------------------------------------ | ----- | --------------- | ----- |
|                         | Partido Socialista                   | 231   | 36,72 / 100,00  | 11,79 |
|                         | Partido Social Democrata             | 204   | 32,43 / 100,00  | -     |
|                         | Bloco de Esquerda                    | 63    | 10,02 / 100,00  | 0,16  |
|                         | CDS – Partido Popular                | 32    | 5,09 / 100,00   | -     |
|                         | Pessoas–Animais–Natureza             | 18    | 2,86 / 100,00   | 2,42  |
|                         | Reagir Incluir Reciclar              | 12    | 1,91 / 100,00   | Novo  |
|                         | CDU - Coligação Democrática Unitária | 9     | 1,43 / 100,00   | 1,67  |
|                         | Outros (com menos de 1,00%)          | 32    | 5,09 / 100,00   |       |
| Votos Inválidos         | Votos Inválidos                      | 28    | 4,45 / 100,00   | 0,71  |
| Total                   | Total                                | 629   | 100,00 / 100,00 |       |
| Eleitorado/Participação | Eleitorado/Participação              | 1 202 | 52,33 / 100,00  | 0,15  |

#### Subportela, Deocriste e Portela Susã
| Partido                 | Partido                              | Votos | %               | +/-  |
| ----------------------- | ------------------------------------ | ----- | --------------- | ---- |
|                         | Partido Social Democrata             | 493   | 37,89 / 100,00  | -    |
|                         | Partido Socialista                   | 437   | 33,59 / 100,00  | 8,44 |
|                         | Bloco de Esquerda                    | 101   | 7,76 / 100,00   | 1,05 |
|                         | CDS – Partido Popular                | 64    | 4,92 / 100,00   | -    |
|                         | Pessoas–Animais–Natureza             | 32    | 2,46 / 100,00   | 1,44 |
|                         | CDU - Coligação Democrática Unitária | 30    | 2,31 / 100,00   | 0,24 |
|                         | Outros (com menos de 1,00%)          | 81    | 6,22 / 100,00   |      |
| Votos Inválidos         | Votos Inválidos                      | 63    | 4,84 / 100,00   | 0,19 |
| Total                   | Total                                | 1 301 | 100,00 / 100,00 |      |
| Eleitorado/Participação | Eleitorado/Participação              | 2 324 | 55,98 / 100,00  | 0,97 |

#### Torre e Vila Mou
| Partido                 | Partido                              | Votos | %               | +/-  |
| ----------------------- | ------------------------------------ | ----- | --------------- | ---- |
|                         | Partido Social Democrata             | 264   | 40,06 / 100,00  | -    |
|                         | Partido Socialista                   | 155   | 23,52 / 100,00  | 5,08 |
|                         | CDS – Partido Popular                | 55    | 8,35 / 100,00   | -    |
|                         | Bloco de Esquerda                    | 52    | 7,89 / 100,00   | 1,05 |
|                         | Pessoas–Animais–Natureza             | 21    | 3,19 / 100,00   | 1,65 |
|                         | CDU - Coligação Democrática Unitária | 19    | 2,88 / 100,00   | 0,09 |
|                         | Aliança                              | 8     | 1,21 / 100,00   | Novo |
|                         | Iniciativa Liberal                   | 7     | 1,06 / 100,00   | Novo |
|                         | LIVRE                                | 7     | 1,06 / 100,00   | 0,64 |
|                         | Juntos pelo Povo                     | 7     | 1,06 / 100,00   | 0,92 |
|                         | Outros (com menos de 1,00%)          | 45    | 6,83 / 100,00   |      |
| Votos Inválidos         | Votos Inválidos                      | 40    | 6,07 / 100,00   | 2,30 |
| Total                   | Total                                | 659   | 100,00 / 100,00 |      |
| Eleitorado/Participação | Eleitorado/Participação              | 1 226 | 53,75 / 100,00  | 2,58 |

#### Vila de Punhe
| Partido                 | Partido                              | Votos | %               | +/-  |
| ----------------------- | ------------------------------------ | ----- | --------------- | ---- |
|                         | Partido Socialista                   | 534   | 43,41 / 100,00  | 8,82 |
|                         | Partido Social Democrata             | 336   | 27,32 / 100,00  | -    |
|                         | Bloco de Esquerda                    | 106   | 8,62 / 100,00   | 0,27 |
|                         | CDS – Partido Popular                | 61    | 4,96 / 100,00   | -    |
|                         | CDU - Coligação Democrática Unitária | 40    | 3,25 / 100,00   | 1,15 |
|                         | Pessoas–Animais–Natureza             | 33    | 2,68 / 100,00   | 2,12 |
|                         | Outros (com menos de 1,00%)          | 69    | 5,61 / 100,00   |      |
| Votos Inválidos         | Votos Inválidos                      | 51    | 4,15 / 100,00   | 0,39 |
| Total                   | Total                                | 1 230 | 100,00 / 100,00 |      |
| Eleitorado/Participação | Eleitorado/Participação              | 2 237 | 54,98 / 100,00  | 2,17 |

#### Vila Franca
| Partido                 | Partido                              | Votos | %               | +/-  |
| ----------------------- | ------------------------------------ | ----- | --------------- | ---- |
|                         | Partido Socialista                   | 339   | 36,77 / 100,00  | 8,28 |
|                         | Partido Social Democrata             | 305   | 33,08 / 100,00  | -    |
|                         | Bloco de Esquerda                    | 71    | 7,70 / 100,00   | 0,50 |
|                         | CDS – Partido Popular                | 39    | 4,23 / 100,00   | -    |
|                         | CDU - Coligação Democrática Unitária | 38    | 4,12 / 100,00   | 1,80 |
|                         | Pessoas–Animais–Natureza             | 25    | 2,71 / 100,00   | 1,36 |
|                         | Reagir Incluir Reciclar              | 12    | 1,30 / 100,00   | Novo |
|                         | Outros (com menos de 1,00%)          | 40    | 4,34 / 100,00   |      |
| Votos Inválidos         | Votos Inválidos                      | 53    | 5,75 / 100,00   | 1,08 |
| Total                   | Total                                | 922   | 100,00 / 100,00 |      |
| Eleitorado/Participação | Eleitorado/Participação              | 1 668 | 55,28 / 100,00  | 0,31 |